# Sains-en-Amiénois
Sains-en-Amiénois és un municipi francès, situat al departament del Somme i a la regió dels Alts de França. L'any 1999 tenia 1.075 habitants. Saint-Fuscien és al sud d'Amiens i forma part de la seva zona urbana. És a prop d'altres comunes com Boves o Saint-Fuscien i està al costat de la carretera D7. Saint-Fuscien forma part del cantó de Boves, que al seu torn forma part de l'arrondissement d'Amiens. L'alcalde de la ciutat és Marc Leclercq (2001-2008).